# Iain Matthews
Iain Matthews, nato Ian Matthews MacDonald (Scunthorpe, 16 giugno 1946), è un cantante e chitarrista britannico.

## Biografia
Arrivato a Londra, dalla provincia inglese, Ian (la variante Iain l'avrebbe assunta in seguito), intenzionato a intraprendere la carriera musicale, fece parte di uno sconosciuto trio di stile pop-surf, chiamato The Pyramid che riuscì a far pubblicare
all'etichetta Deram Records un singolo di scarso successo nel gennaio del 1967. La sua occasione la ebbe nella primavera dello
stesso anno, quando il bassista Ashley Hutchings lo scelse come vocalist maschile del gruppo folk rock che stava costituendo chiamato Fairport Convention, fu qui che Iain Matthews (accreditato Ian McDonald nelle note del primo disco del gruppo) mise in luce le sue qualità vocali perfettamente integrate con quelle femminili di Judy Dyble prima e di Sandy Denny poi, con i Fairport Iain fece i primi due album con una breve presenza nel terzo (in un brano) prima di lasciare la band per iniziare la propria carriera solista, nel suo album di debutto (Matthews' Southern Comfort) del 1970 si avvalse della collaborazione dei suoi ex compagni Fairport quali Richard Thompson, Simon Nicol e Ashley Hutchings, in seguito formò la Matthews Southern Comfort con cui pubblicherà due albums che ricevettero consensi positivi della critica musicale ed un numero uno nella Top Ten britannica con la canzone Woodstock di Joni Mitchell. In generale la carriera musicale, dal punto di vista commerciale, di Matthews, dopo una partenza brillante (a parte qualche altro hit come nel 1978) fu alquanto inferiore alle aspettative.

## Discografia
- 1970 - Matthews' Southern Comfort (UNI Records) a nome Matthews Southern Comfort
- 1970 - Second Spring (UNI Records) a nome Matthews Southern Comfort
- 1970 - Later That Same Year (MCA Records) a nome Matthews Southern Comfort
- 1970 - Best of Matthews Southern Comfort (MCA Records) Raccolta a nome Matthews Southern Comfort
- 1971 - If You Saw Thro' My Eyes (Vertigo Records, 6360 034) a nome Ian Matthews
- 1972 - Tigers Will Survive (Vertigo Records, 6360 056) a nome Ian Matthews
- 1972 - In Search of Amelia Earhart (Elektra Records) a nome Plainsong
- 1973 - Valley Hi (Elektra Records) a nome Ian Matthews
- 1974 - Some Days You Eat the Bear...and Some Days the Bear Eats You (Elektra Records) a nome Ian Matthews
- 1974 - Journeys from Gospel Oak (Mooncrest Records)
- 1976 - Go for Broke (CBS Records)
- 1977 - Hit and Run (CBS Records)
- 1978 - Stealin' Home (Rockburgh Records)
- 1979 - Siamese Friends (Rockburgh Records)
- 1980 - Discreet Repeat (Rockburgh Records) Raccolta, 2 LP
- 1980 - Spot of Interference (Rockburgh Records)
- 1981 - Demonstration Record (First American Records) a nome Hi-Fi
- 1982 - Moods for Mallards (First American Records) a nome Hi-Fi
- 1984 - Shook (Polygram Records)
- 1987 - Meet Southern Comfort (See for Miles Records) Raccolta
- 1988 - Walking a Changing Line (Windham Hill Records)
- 1990 - Pure and Crooked (Gold Castle Records)
- 1991 - Nights in Manhattan (Taxim Records) Live
- 1991 - Orphans & Outcasts: A Collection of Demos, Volume 1 - 1969-1979 (Dirty Linen Records) Raccolta
- 1992 - ...And That's That (Taxim Records) a nome Plainsong
- 1992 - On Air Original BBC Recordings (Band of Joy Records) a nome Plainsong
- 1992 - Live Alone (Perfect Pitch Records) Live
- 1992 - Skeleton Keys (Mesa Records)
- 1992 - Dark Side of the Room (Line Records) a nome Plainsong
- 1993 - The Soul of Many Places-The Elektra Years, 1972-1974 (Elektra Records) Raccolta
- 1993 - Intimate Wash (Perfect Pitch Records) Live
- 1993 - Orphans & Outcasts-A Collection of Demos Volume II-1981-1989 (Dirty Linen Records)
- 1994 - The Dark Ride (Watermelon Records)
- 1994 - Voices Electric (Line Records) a nome Plainsong
- 1994 - Scion (Band of Joy Records) Raccolta, a nome Matthews Southern Comfort
- 1995 - Scion (Perfect Pitch Records) Live
- 1995 - Return to Zero (Watermelon Records) a nome di Hamilton Pool
- 1996 - The Seattle Years: 1978-1984 (Varèse Records) Raccolta
- 1996 - Good Looked Down (Watermelon Records)
- 1996 - Sister Flute (Line Records) a nome Plainsong
- 1997 - On Air (Strange Fruits Records) a nome Plainsong
- 1998 - Excerpts from Swine Lake (Demon Records)
- 1999 - Orphans & Outcasts Volume 3 (Perfect Pitch Records) Raccolta
- 1999 - New Place Now (Blue Rose Records) a nome Plainsong
- 2000 - A Tiniest Wham (Blue Rose Records)
- 2000 - The Iain Adventure (Perfect Pitch Records) a nome The Iain Adventure
- 2000 - Secrets All Told...The Songs of Sandy Denny (Perfect Pitch Records) a nome No Grey Faith
- 2000 - La Terre Commune (Blue Rose Records) a nome di Elliott Murphy & Iain Matthews
- 2001 - More Than a Song (Perfect Pitch Records) a nome More Than a Song
- 2001 - A to B (Spin Along Records) a nome Plainsong
- 2001 - Official Blue Rose Bootleg Series (Blue Rose Records) Live, doppio CD, a nome Elliott Murphy/Iain Matthews & Oliver Durand
- 2002 - The Complete Notebook Series (Perfect Pitch Records) Raccolta, 5 CD
- 2003 - Witness (Turtle Records) a nome More Than a Song
- 2003 - Pangolins (Blue Rose Records) a nome Plainsong
- 2004 - Zumbach's Coat (Blue Rose Records)
- 2005 - Sparkler, Best of Texas Recordings 1989-2004 (Blue Rose Records) Raccolta
- 2006 - Osolomeo (Inbetweens Records) con DVD
- 2006 - The Complete Hi-Fi (Blue Rose Records) Raccolta, a nome Hi-Fi
- 2007 - Contact (Blue Rose Records)
- 2008 - Joy Mining (Fledg'ling Records) a nome Iain Matthews & Searing Quartet
- 2009 - Amen (Perfect Pitch Records) a nome Iain Matthews Trio
- 2010 - Kind of New (Esoteric Records) doppio CD a nome Matthews Southern Comfort
- 2011 - In the Now (Fledg'ling Records) a nome Iain Matthews & Egbert Derix
- 2011 - Collected (Universal Netherlands Records) Raccolta, 3 CD
- 2012 - Fat Lady Singing (Blue Rose Records) a nome Plainsong
- 2012 - Woodshedding (Perfect Pitch Records)
- 2013 - That Is to Say (Perfect Pitch Records) a nome Iain Matthews & Egbert Derix
- 2014 - The Art of Obscurity (Omnivore Records)[4]